# Мумџијски занат
Мумџијски занат је стари занат који се бавио производњом свећа од животињског лоја (познатих као лојанице) и кувањем сапуна. Као један од најстаријих и, у своје време, најважнијих урбаних заната, представљао је темељ осветљења и хигијене у градовима на територији Србије, посебно у османском и раном нововековном периоду.
Занатлија који се бавио овим занатом називао се мумџија. Мумџијски занат је био директна претеча воскарског заната и задржао се до краја 19. века, када је услед појаве нових технологија потпуно нестао.
Сматра се да су у  16. веку у Србији лојане свеће преовладале над воштаним, које су се све више везивале за црквене обичаје. Како су воштанице претежно гореле по црквама, оне су осветљавале и властеоске дворове, док је за остало становништво то био велики луксуз.  

## Порекло назива и дефиниција
Назив заната, „мумџијски“, јасно указује на његово културно-историјско порекло. Реч је о турцизму који води корене из персијског језика, где mum означава свећу, док је суфикс -džija (тур. -cı) карактеристичан за означавање занатлије. Дакле, „мумџија“ је дословно „свећар“ који се за разлику од воскара бави праљењем лојаних свећа и сапуна.
Према томе дефиниција овог заната је шира и обухвата двоструку делатност:
1.  Израду свећа од лоја (лојаница), за разлику од воскарског заната који се бави израдом свећа од пчелињег воска а касније и од парафина.
2.  Производњу сапуна ("кабаша") за прање од лоја као главног састојка и лужине. Управо ова двојност чини мумџијски занат темељним хигијенским занатом преиндустријског доба. 

## Историјат и еснафска организација
Процват заната у Србији у 19. веку, а посебно у Алексинцу и Светозареву, где се јавља мумџиски занат са већим бројем занатлија, пада у доба развоја натуралне привреде у Србији.  
Мумџијски занат је био саставни део урбаног живота у Србији током османске владавине и у Кнежевини Србији. Мумџије су биле веома значајне занатлије јер су свеће лојанице, због високе цене воска, биле практично једини вештачки извор светлости доступан ширим слојевима становништва. Као и други занати, био је организован у строге цеховске организације – еснафе. Ови еснафи су регулисали све аспекте заната: од набавке сировина, преко квалитета и цене производа, до обуке шегрта и калфи и решавања спорова. Постојање мумџијских еснафа документовано је у многим градовима:
- У Крагујевцу је 1823. године, по наредби кнеза Милоша, основан мумџијски еснаф заједно са 15 других.[3]
- У Београду је такође постојао мумџијски еснаф, који је 1857. године учествовао у прикупљању прилога за подизање споменика Карађорђу.[4]
- Мумџиски занат у Алексинцу и Светозареву био је развијен још у првој половини 19. века. Посебн мумџиски еснафа, у Алексинцу,  који је имао 17 мумџија, основан је августа 1859 године.[5]
- У Светозареву је овај еснаф основан 1852 год. заједно са свећарско-лецедерским занатлијама, са укупно 18 чланова еснафа. У 1891 год. еснаф је бројао 24, а 1900 године 20 чланова, од чега су мумџије и свећари мали 17 чланова.[5]
- Забележено је и постојање мумџијског еснафа у Призрену, који је за свог свеца заштитника славио Светог Марка.

Пред крај 19. и почетком 20. века када се јављ убрзан развој индустрије, долази до потискивања многих архаичне занате, па међу њима је и мумџиски, односно сапунџиски занат.

## Сировине и технологија производње
Основна и дефинишућа сировина за мумџијски занат био је животињски лој. У економији заснованој на сточарству, лој (овчији, козји или говеђи) био је обилан и релативно јефтин ресурс, нуспродукт прераде меса. Технологија производње била је једноставна и није захтевала сложене алате нити процесе.
Израда лојаница
Процес је подразумевао топљење и пречишћавање лоја, након чега се течна маса сипала у калупе од дрвета у виду сандучића правоугаоног облика ( дужина око 70 см, ширина 40 см а дубина  око 75 см). Даске калупа су пре наливања тако састављене да лој не може да исцури. У калуп су се по наливању лоја потапали штапови са фитиљима од памука или кудеље.
Лојане свеће које су мумџије израђивале помоћу калупа биле су равне, глатке и лепше од истих таквих свећа кућне израде.
Мане свећа лојаница биле су те што су брзо сагоревале и испуштале непријатан мирис.
Производња сапуна
За производњу сапуна, поред лоја, користили су се и биљни пепео као извор лужине -„љуте воде“ (цеђи), а за квалитетније сапуне и биљна уља. 
Производи мумџијског заната били су пре свега функционални, намењени широким слојевима становништва.

## Повезаност са сапунџијским занатом
Веза између мумџијског и сапунџијског заната била је директна и темељила се на истој примарној сировини – животињском лоју. Сапунџија је био занатлија који је од масноћа производио сапун, а по начину рада и сировинској бази био је готово идентичан мумџији. Често је иста особа обављала оба посла, производећи и свеће лојанице и сапун. Ова синергија је омогућавала потпуно искоришћавање лоја.

## Залазак и нестанак заната
Залазак мумџијског заната почиње у другој половини XIX века. Појава јефтинијег и квалитетнијег осветљења, прво у виду парафинских свећа и петролејских лампи, а затим и коначни ударац у виду електричне сијалице, учинили су свеће лојанице технолошки превазиђеним. Занат је постепено губио на значају, а његови мајстори су се или преоријентисали на друге делатности или су се потпуно утопили у шири воскарски занат.
Овај процес илуструје ширу историјску динамику Србије XIX века: занат чији назив потиче са Истока и који је цветао у османском привредном моделу, нестао је под утицајем технологија које су долазиле са Запада.

## Наслеђе
Иако је мумџијски занат као пракса потпуно нестао, његов траг је трајно урезан у српско ономастичко наслеђе. Презимена попут Мумџић и Мумџија директни су сведоци некадашње распрострањености и важности овог занимања.
Материјално наслеђе заната, попут алата и калупа, чува се у музејским збиркама широм Србије, укључујући Етнографски музеј у Београду.